# Велиев, Исахан Вейсал оглы
Исахан Велиев (азерб. İsaxan Veysəl oğlu Vəliyev, род. 15 ноября 1958, Шемахинский район) — азербайджанский юрист. Доктор юридических наук, профессор.

## Биография
Родился 15 ноября 1958 года в  Шемахинском районе. В 1981 году окончил юридический факультет Азербайджанского государственного университета.
Трудовую деятельность начал с должности следователя прокуратуры Октябрьского (ныне - Ясамальский район) г. Баку.
В 1984 году окончил  Институт усовершенствования руководящих кадров при Генеральной Прокуратуре СССР. В 1986 году назначен на должность начальника Управления общего надзора Генеральной Прокуратуры Азербайджанской ССР.
В 1989 году приказом Генерального  прокурора СССР назначен Прокурором города Баку.
В 1993 году  был выдвинут на  должность заместителя Генерального прокурора Азербайджана.
Старший советник юстиции. Полковник юстиции.
С 2002 года занимается научно-педагогической деятельностью.

## Научная деятельность
В период работы в правоохранительных органах И. Велиев занимался также и научной деятельностью. В 1992 году защитил кандидатскую диссертацию по специальности «Уголовное право и криминология; уголовно-исполнительное право». Занимаясь научно-педагогической деятельностью, И. Велиев в 2003 году был зачислен в докторантуру Московского университета Министерства внутренних дел Российской Федерации. В 2006 году защитил докторскую диссертацию на тему: «Прокуратура в системе органов публичной власти: опыт сравнительного исследования по материалам Азербайджанской Республики, Российской Федерации и Республики Казахстан». Диплом прошел нострификацию в Высшей Аттестационной Комиссии при Президенте Азербайджанской Республики .
Автор 5 монографий (одна в соавторстве), 2 учебников и более 100 научных статей. Один из первых азербайджанских учёных-юристов, вошедших в Библиографический сборник Российской Федерации по специальности «Уголовное право».
В мае 2007 года назначен на должность заведующего отделом уголовного права и уголовного процесса Института философии и права Национальной Академии Наук Азербайджана. Проработал на этой должности до 2015 года.
С октября 2015 года по 2020 год — руководитель аппарата Фонда «Знание» при Президенте Азербайджанской Республики.
С октября 2020 года — заведующий кафедрой права Академии Государственного Управления при Президенте Азербайджанской Республики.
Член Президиума Международного союза криминалистов и криминологов, руководитель Бакинского представительства Союза.
В июле 2015 года был избран почётным доктором университета Ниццы — Софии Антиполис(Франция).
В 2018 году И. Велиевым издана книга «Политика во имя стабильности и процветания»(на азербайджанском языке) объемом в 670 страниц. В ней анализируются приоритеты внутренней и внешней политики Азербайджанской Республики.
Член редакционной коллегии четырех журналов, включенных в список Высшей аттестационной комиссии России, в том числе «Пробелы в Российском законодательстве», «Современное право», «Союз криминалистов и криминологов», «Наука и жизнь».
Участвовал в международных научных конференций с докладами:
- «Экологическая безопасность как неотъемлемая часть национальной безопасности: в контексте права человека на жизнь» Конференция «Личность и национальная безопасность», Ницца, Франция 15-19 октября 2014 года.
- «Азербайджан — страна толерантности» Конференция «Мирная инициатива на Ближнем Востоке», Иерусалим Инициатива Федерации за Всеобщий Мир при ООН 18-25 января 2015 года.
- «Азербайджанская модель безопасности мультикультурализма: в контексте борьбы с религиозным экстремизмом» Конференция «Гейдар Алиев: мультикультурализм и толерантность идеологии», посвящённая к 95-летию со дня рождения общенационального лидера Азербайджанской Республики Гейдара Алиева, проходившая Рим Апрель 2018 года.
- «Уголовно-правовая борьба с религиозным экстремизмом и некоторые вопросы ее профилактики» Конференция «Актуальные проблемы уголовного права: в контексте сравнительного правоведения» Международный союз криминалистов и криминологов и Потсдамский университет 17-18 декабря 2018 года Потсдамский университет (Германия).
- «Право на жизнь: философская сущность и правовые проблемы» Конференция «Равенство: от философии к праву» Институт философии Национальной Академии Наук Азербайджана и Университет Ниццы — Софии Антиполис 20-24 февраля 2019 Ницца (Франция)[5].

## Педагогическая деятельность
Занимается педагогической деятельностью с 2002 года. Долгое время являлся профессором кафедры политических дисциплин Азербайджанского университета архитектуры и строительства. Преподает в Академии Государственного Управления при Президенте Азербайджанской Республики.

## Основные научные труды
- И. В. Велиев. Уголовно-правовые методы установления и правовая оценка объекта посягательства при квалификации преступлений. Баку, 1992
- И. В. Велиев. Правовые и организационные основы формирования и деятельности прокуратуры Российской Федерации, Азербайджанской Республики и Республики Казахстан. Москва: МосУ МВД России, 2005
- И. В. Велиев. Об объективной стороне преступления, Москва, 2009[6]
- И. В. Велиев, В. Н. Григорьев, С. Н. Смитюшенко, А. А. Шишков. Уголовно-процессуальная форма обнаружения признаков преступления. Москва, 2011
- И. В. Велиев, Налоги и  правовые основы налогообложения, Баку, 2013.
- Исахан Велиев, Политика во имя стабильности и процветания, Баку, 2018.

## Награды
За вклад в развитие юридической науки награждён несколькими наградами, в том числе:
- Почетные грамоты Президента Национальной Академии Наук Азербайджана
- Золотая медаль Европейского издательского дома печати
- Серебряная медаль Международного союза криминалистов и криминологов (Фемида)
- Памятная медаль итальянского университета Ка-фоскари.